# Yeonhwasan
Yeonhwasan är ett berg i Sydkorea.   Det ligger i provinsen Södra Gyeongsang, i den södra delen av landet, 300 km söder om huvudstaden Seoul. Toppen på Yeonhwasan är 526 meter över havet, eller 351 meter över den omgivande terrängen. Bredden vid basen är 6,6 km.
Terrängen runt Yeonhwasan är huvudsakligen lite kuperad.  Runt Yeonhwasan är det ganska tätbefolkat, med 120 invånare per kvadratkilometer. Närmaste större samhälle är Goseong, 11,8 km sydost om Yeonhwasan. I omgivningarna runt Yeonhwasan växer i huvudsak blandskog.